# Megachile armipygata
Megachile armipygata är en biart som beskrevs av Embrik Strand 1911. Megachile armipygata ingår i släktet tapetserarbin, och familjen buksamlarbin. Inga underarter finns listade i Catalogue of Life.